# Paweł Sobczak (biskup)
Paweł Sobczak – polski biskup Kościoła Katolickiego Mariawitów w RP. Związany jest z  Parafią w Grzmiącej. Jest jednym z 5 żyjących obecnie biskupów Kościoła, w tym jedynym mężczyzną, a także jednym z 3 biskupów Kościoła wywodzących się z grona kapłanów ludowych.  

## Działalność
Przez długi czas zaangażowany był w życie duchowe i liturgiczne Kościoła mariawickiego jako kapłan ludowy. Odpowiedzialny był za służbę liturgiczną w Parafii w Grzmiącej w czasie choroby i krótko po śmierci zmarłej w 2020 r., jej wieloletniej proboszczki s. Marii Almy Białkowskiej.
11 listopada 2021 po raz pierwszy w historii Kościoła odbyły się konsekracje biskupie kapłanów ludowych. Ceremonia miała miejsce w Grzmiącej. Wyświęconych zostało wówczas troje nowych biskupów: Paweł Sobczak i Patrycja Rosiak z parafii w Grzmiącej oraz Iwona Pietrasiak z parafii w Felicjanowie. Konsekratorkami były s. bp Maria Beatrycze Szulgowicz (zwierzchnik Kościoła) i s. bp Maria Rafaela Woińska (kustoszka warszawska). Były to pierwsze konsekracje biskupie w Kościele od 1993. 
Do czasu zwołania Kapituły Generalnej Kościoła i podjęcia ewentualnych zmian natury administracyjnej, Paweł Sobczak i dwoje pozostałych biskupów kontynuują swoją służbę w dotychczasowych miejscach.